# أسير (ملحمة)
الأسيرة (بالفرنسية: Captive) هي سلسلة روايات من النوع الرومانسية السوداء، مكونة من 3 أجزاء باللغة الفرنسية من تأليف الروائية الجزائرية سارة ريفنز.

## الملخص

### أسير 1
احتجزت إيلا كولينز رغم إرادتها منذ أن كانت مراهقة. استخدم مالكها، جون، جسدها، وجعلها تعيش حياتها كأنها في كابوس. إلى أن يأتي يوم فيتغير فيه مالكها.
آشر زعيم شبكة إجرامية، يكره الأسرى وينوي جعل إيلا تدفع الثمن. ثم تبدأ لعبة خطيرة بينهما...

### خطأ تماما - الأسير 1.5
لم ينس بن أبدًا حبه الأول، الشخص الذي رآه حقًا على حقيقته، إيزابيلا، المعروفة باسم بيلا. لكن لم يكن يريدها أن تلج عالمه المظلم لذا كان عليه أن يختفي بين عشية وضحاها. لكن لا تزال ذكرى حبه الحقيقي الأول تطارده على الرغم من أن شبكة عائلته كانت تعيش ظروفًا صعبة.
لم تنس إيزابيلا بن أيضًا وقررت الاتصال به مجددًا بشكل مجهول على إنستغرام بواسطة حساب مجهول.
بعد ذلك، أعادت إحياء المشاعر التي دفنها الحبيبان في أعماق نفسيهما، غير مدركة لما تعرض نفسها وحبيبها له ولا ينوي بن السماح لها بالرحيل مرة أخرى.

### الأسير 2
مضت سنة بعد أن قرر آشر إرسال إيلا إلى مانهاتن. تحاول تجاوز الأمر وشفاء صدمتها، بينما آشر يفكر دائمًا في حبيبته. ستعود إلى لوس انجلوس وتلتقي مرة أخرى بآشر لكن سلوك آشر المتملك سوف يتولى زمام الأمور دون أن يدرك أنه سيشعل مشاعرهما من جديد.
آشر سيقوم بمجهود كبير ليجعل إيلا تسامحه، بينما هي ستحاول أن تقنعه بدخول عالمه الذي يمزج بين الجرائم والأكاذيب والعنف والخيانات.

## الشخصيات الرئيسية
- آشر سكوت: الشخصية الذكورية الرئيسية، عنيف ومتملك تجاه أسيرة إيلا.
- إيلا كولينز / سكوت
- آيفي سكوت
- بنيامين (بن) جنكينز
- إيزابيلا جريس (صديقة بن)
- كيارا سميث
- علي كارتر
- سابرينا
- ريك سكوت
- روبرت سكوت
- كريس سكوت
- إيزوبيل جونز
- كارل
- جون (القواد)
- إيزابيلا جريس
- وليام سكوت
- جيمس وود
- كيت (عمة إيلا)
- الثعلب (رفيق والدة إيلا)
- شون سكوت
- توماس جريس
- جيما سكوت
- هيذر
- رايلي
- سام سكوت
- كايل سكوت